# Заповедное (Крым)

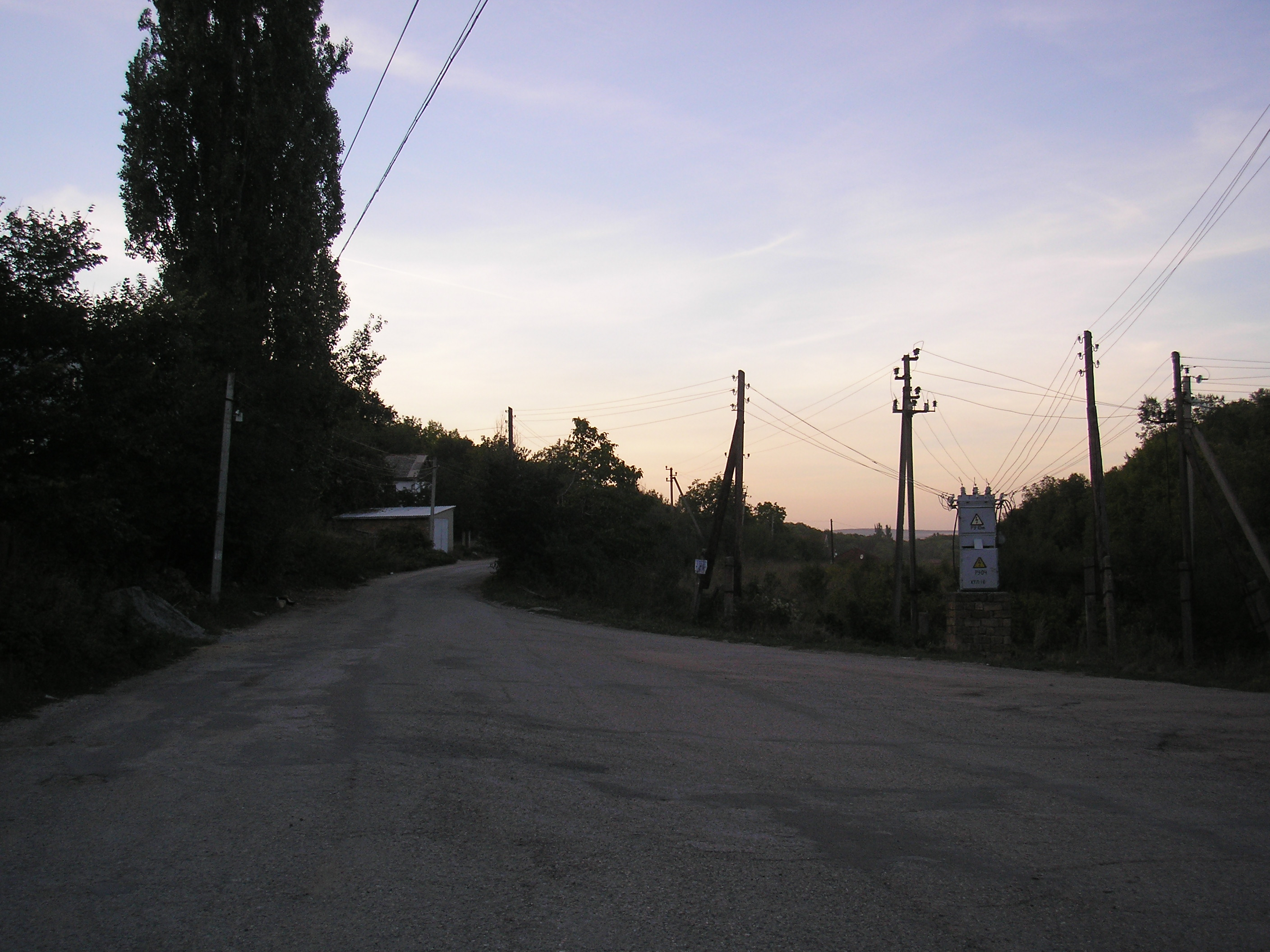
Южная окраина Краснолесья — бывшее Заповедное.

Заповедное (до 1948 года Пайляры; укр. Заповідне) — упразднённый посёлок в Симферопольском районе Крыма, включённое в состав села Краснолесье, сейчас — верхняя по долине Тавель, южная окраина села.

## История
Современное Заповедное образовалось, судя по доступным историческим документам, объединением 2-х сёл, которые исторически являлись отдельными частями (кесек) одного старинного селения Тавель, что впервые документально зафиксировано в Камеральном Описании Крыма… 1784 года, судя по которому, в последний период Крымского ханства в Салгирский кадылык Бахчисарайского каймаканства входили 3 деревни: Дагели, Другой Дагели и Третей Дагели — приходы-маале одного села. В учётных документах почти всегда фигурировал 1 населённый пункт, а, в свою очередь, военные топографы отмечали части, как отдельные селения. После присоединения Крыма к России (8) 19 апреля 1783 года, (8) 19 февраля 1784 года, именным указом Екатерины II сенату, на территории бывшего Крымского Ханства была образована Таврическая область и деревня была приписана к Симферопольскому уезду. После Павловских реформ, с 1796 по 1802 год, входила в Акмечетский уезд Новороссийской губернии. По новому административному делению, после создания 8 (20) октября 1802 года Таврической губернии, Тавель был включён в состав Алуштинской волости Симферопольского уезда.
По Ведомости о всех селениях в Симферопольском уезде состоящих с показанием в которой волости сколько числом дворов и душ… от 9 октября 1805 года, записана одна (видимо — три участка вместе) деревня Тавель, в которой числилось 34 двора и 179 жителей, исключительно крымские татары. На военно-топографической карте генерал-майора Мухина 1817 года обозначены отдельно Владимирская, Биюк тавель и Кучук тавель, а указанное там число 28 дворов относится, видимо, ко всем трём селениям вместе. После реформы волостного деления 1829 года Тавель (опять как одно селение), согласно «Ведомости о казённых волостях Таврической губернии 1829 года», передали из Алуштинской волости в состав Эскиординской. На карте 1836 года в деревне Кизилкаятавель 25 дворов, как и на карте 1842 года.
В 1860-х годах, после земской реформы Александра II, деревню приписали к Мангушской волости. В «Списке населённых мест Таврической губернии по сведениям 1864 года», составленном по результатам VIII ревизии 1864 года, записан Тавель татарский — татарская деревня с 2 дворами, 18 жителями и 2 мечетями при речке Тавеле. На трёхверстовой карте Шуберта 1865—1876 года обозначена деревня Кизилкаятавель, с 2 дворами. В «Памятной книге Таврической губернии 1889 года» по результатам Х ревизии 1887 года записан один Тавель, уже Сарабузской волости, с 17 дворами и 98 жителями — видимо, деревня опустела совсем, поскольку её нет и на верстовке 1890 года.
Вновь, в доступных источниках, название встречается в Списке населённых пунктов Крымской АССР по Всесоюзной переписи 17 декабря 1926 года, согласно которому в селе Пайляры, Джалман-Кильбурунского сельсовета Симферопольского района, числился 21 двор, все крестьянские, население составляло 120 человек, из них 41 русский и 79 греков. К 1940 году был образован в Тавельский сельсовет (переименованный в 1945 году в Краснолесский), в который включили Пайляры. В период оккупации Крыма, с 4 по 7 декабря 1943 года, в ходе операций «7-го отдела главнокомандования» 17 армии вермахта против партизанских формирований, была проведена операция по заготовке продуктов с массированным применением военной силы, в результате которой село Пайляры было сожжено и все жители вывезены в Дулаг 241.
В 1944 году, после освобождения Крыма от фашистов, согласно Постановлению ГКО № 5984сс от 2 июня 1944 года, 27 июня крымские греки были депортированы в Среднюю Азию и на Урал. 12 августа 1944 года было принято постановление № ГОКО-6372с «О переселении колхозников в районы Крыма» и в сентябре 1944 года в район приехали первые новоселы (214 семей) из Винницкой области, а в начале 1950-х годов последовала вторая волна переселенцев из различных областей Украины. С 25 июня 1946 года Пайляры в составе Крымской области РСФСР. Указом Президиума Верховного Совета РСФСР от 18 мая 1948 года, Пайляры переименовали в Заповедное. В 1948 году, решением Симферопольского исполкома, Краснолесский сельсовет был упразднён, а село передали в Добровский. 26 апреля 1954 года Крымская область была передана из состава РСФСР в состав УССР. Решением Крымоблисполкома от 8 сентября 1958 года № 834 посёлок Заповедное был объединён с Краснолесьем, как фактически слившиеся между собой.